# Sun Simiao
Dans ce nom chinois, le nom de famille, Sun, précède le nom personnel.
Pour les articles homonymes, voir Sun.
Sūn Sīmiǎo 孙思邈  (581 - 682) est un médecin et alchimiste taoïste chinois du début de l'époque des Tang, né près de la capitale Chang'an, dans la province du Shanxi. Il est l'auteur du Qianjin yaofang, 《千金要方》, l'écrit médical peut-être le plus cité du premier millénaire, toujours très célèbre en Chine et dans toute l'Asie Orientale, du Japon et de la Corée au Viêt Nam. L'ouvrage est encore de nos jours au programme de formation des médecins de médecine traditionnelle. Actuellement, Sun Simiao  est aussi crédité de la découverte fortuite de la poudre à canon.

## Vie
Jeune élève brillant, il étudie les doctrines taoïste, bouddhiste et confucéenne. À 18 ans, à la suite de nombreuses maladies, il décide de se consacrer entièrement  à l'étude de la médecine. Malgré les sollicitations des empereurs, il refusera toujours d'aller à la capitale et de faire carrière dans la haute administration.
En bon taoïste, il préfère vivre en ermite dans la montagne. Il va souvent cueillir les simples avec lesquelles il prépare lui-même les drogues pour soigner ses patients.
La médecine chinoise est née dans le milieu taoïste et si elle s'est peu à peu spécialisée, elle ne s'en est jamais complètement séparée. À son époque la médecine chinoise était encore très liée à la recherche de l'élixir d'immortalité taoïste. Aussi, expérimente-t-il les diverses drogues de la pharmacopée pour guérir les maladies mais aussi pour prolonger la vie ou gagner l'immortalité.
Avec Ge Hong et Tao Hongjing, c'est un des plus grands alchimistes et médecins de l'histoire chinoise.
Après sa mort à 101 ans (en 682), il fut vénéré comme le divin "Roi de la Médecine" yaowang  药王 et de nombreux temples lui furent dédiés à travers toute la Chine. À titre posthume, l'empereur Hui de la dynastie des Song, lui octroya le titre "la Vraie Personne de la Réponse Miraculeuse".

## Œuvre
Son ouvrage d'alchimie majeur est Beiji qian jin yaofang 《备急千金要方》 abrégé en 《千金要方》 "Prescriptions essentielles [valant] mille [pièces d'] or" (652). C'est un gros compendium qui expose toutes les connaissances médicales de l'époque. Toutes les branches de la médecine y sont abordées, curative comme préventive : la thérapie pharmacologique (chap. 2-25), l'acupuncture et  la moxibustion (chap. 29-30) ainsi que la diététique (chap.26), les diagnostics par la palpation (chap. 28) et les méthodes alchimiques de préparation de l'élixir d'immortalité (chap. 27).
Il est aussi l'auteur d'un "Supplément aux Prescriptions essentielles" Qian jin yifang 《千金翼方》 (682)。Il écrivit plusieurs ouvrages philosophiques sur la doctrine taoïste : "L'Essentiel des écritures sur les élixirs de la Grande Pureté", Taiqing danjing yaojue 太轻丹经要诀, les "Notes sur Laozi", Laozi zhu.

### De l'élixir d'immortalité à la poudre à canon
La première pharmacopée chinoise, Shennong bencao jing 神农本草经 (époque des Han), donne de nombreuses drogues permettant de prolonger la vie et de gagner l'immortalité. À côté des végétaux, on y trouve des minéraux comme par exemple : le cinabre (sulfure de mercure), le mercure, l'azurite (minéral de carbonate de cuivre), le réalgar (sulfure d'arsenic As4S4), l'orpiment (trisulfure d'arsenic As4S3), le quartz (dioxyde de silicium), le salpêtre (nitrate de potassium). Les alchimistes chinois savaient que presque toutes ces drogues étaient hautement toxiques, de nombreux accidents mortels ayant eu lieu, même jusqu'au niveau de l'empereur. Mais le désir de gagner la vie éternelle, non pas après la mort comme en Europe mais ici même sur terre et dans un corps sain, était si fort que pendant des siècles des générations d'alchimistes expérimentèrent diverses formules d'élixir dans l'espoir qu'une fois dépassés les effets secondaires négatifs, le corps répondrait par un surplus de vitalité. Prudemment, Sun Simiao conseille dans Zhengzhongji 枕中记
"On doit prendre d'abord des drogues à base de plantes jusqu'à ce que les effets bénéfiques se fassent sentir ; seulement ensuite on peut passer aux drogues minérales pour atteindre la longévité"
Dans le Taiqing danjing yaojue 太轻丹经要诀, il donne la recette de l'élixir xiaohuandan 小还丹 : une livre de mercure, quatre taels de soufre, trois taels de cinabre, quatre taels de corne de rhinocéros et deux taels de musque.
Conscient de la toxicité de ces drogues, il mit au point une méthode de calcination fuhuo 伏火法 pour atténuer leur nocivité. Suivant Qian jin fang, il faut prendre du soufre et du salpêtre, deux taels chacun, les réduire en poudre dans un récipient, les enflammer, les laisser brûler jusqu'au bout puis ajouter du charbon de bois et laisser consumer le tout totalement. Lors d'une de ses expériences se produit une grosse explosion. Il réalise ainsi fortuitement que le mélange de salpêtre, de soufre et de charbon de bois peut facilement exploser. En cherchant l’élixir d'immortalité, il découvrit le plus terrible instrument de mort : la poudre à canon. Mais il fallut attendre encore quelques siècles, pour que les armes à feu soient développées.

### De la médecine démoniaque à la médecine expérimentale
Depuis l'époque des Zhou, une croyance très répandue voulait que les maladies pouvaient être causées par des démons malfaisants qui investissaient le corps des personnes. De nombreux documents attestent de l'utilisation de talismans, d'incantations et de rituels d'exorcismes.
Sun Simiao qui s'inscrivait dans cette tradition prescrivait des fumigations très agressives pour chasser les démons. Il n'hésitait pas à recourir aux fumées très âcres dégagées par la combustion de divers sulfures comme le réalgar et l'orpiment (sulfure d'arsenic) ;  les odeurs très fortes du musque étaient aussi censées être efficaces. Dans le Qianjin yifang, il mentionne 32 drogues efficaces contre les démons.
Les chapitres 29 et 30 de cet ouvrage, comportent une collection de formules magiques constamment transmises  jusqu'à l'époque moderne sous le titre "Les Interdictions Classiques"  jinjing 禁记. L'exorciste ou le patient, devait chercher à s'assurer la collaboration des forces supranaturelles pour détruire les démons. Pour garantir l'efficacité de ses formules magiques, il devait d'abord se purifier : après avoir pratiqué un jeûne, avoir fait des ablutions et des exercices de respiration pour capter les influences bénéfices du soleil, de la lune et des étoiles, il choisissait un moment propice du jour et de l'année pour faire son incantation :
 Je suis responsable du sacrifice au maitre céleste; le Ciel et la Terre m'envoient. Je possède [l'autorité sur] les soldats célestes : 100, 1000, 10 000, 100 000 [soldats] se trouvent à mes côtés et derrière moi. Quel démon ose s'approcher d'ici ! Quel démon ose être présent ! Seul un esprit légitime peut apparaitre ici !  Démons maléfiques fuyez ! Déguerpissez vite, vite, c'est un ordre"
Sun Simiao recourait aussi aux aiguilles d'acupuncture pour aller déloger les "démons" pathogènes installés dans le corps. Il cite treize points d'acupuncture portant les noms révélateurs de "le camp de démon", "cœur de démon", "lit de démon" etc. Unschuld remarque que « Aucune source connue n'indique clairement si la médecine démoniaque utilisait véritablement l'acupuncture durant les Zhou tardifs ou les Qin, comme la référence de Sun Simiao à Bian Qiao l'impliquerait; en fait, aucune référence à l'utilisation thérapeutique des aiguilles n'a été trouvée dans les textes chinois avant 90 av. J.-C. Mais la possibilité que l'acupuncture ait eu une fonction médicale purement démoniaque ne doit pas être exclue ».
La médecine chinoise traditionnelle s'appuie à la fois sur un corps théorique abstrait et sur une pratique empirique capable de tirer les leçons de l'expérience. On trouve toujours chez Sun Simiao ces deux composantes. Cet esprit inventif est crédité ainsi d'avoir découvert de nouveaux points d'acupuncture et d'avoir mis un peu d'ordre dans la nomenclature des méridiens et ramifications. Les dénominations qu'il a choisi ont été universellement acceptées et sont encore en usage actuellement.
La pratique de la médecine démoniaque n'excluait pas non plus d'essayer par tâtonnement diverses drogues  et d'être capable d'en tirer des leçons. L'expérimentation alchimiste avait certainement développé chez le docteur Sun une attitude pragmatique qui le rendait capable de tenir compte du réel. Il avait ainsi pu observer que la prise de la glande thyroïde d'animal était efficace pour traiter les goitres ou que le foie d'animal pouvait guérir de la mauvaise vision nocturne. Bien que cette dernière prescription, comme le fait remarquer J. Kovacs et coll., tenait certainement plus à la théorie traditionnelle des correspondances wuxing 五行 qui établissait une correspondance entre le foie et les yeux  (肝 gān, foie ↔ 目 mu, œil ↔ 泪 lèi, larmes) qu'à une véritable expérimentation.

### Vie saine, diététique, activité sexuelle pour prévenir la maladie

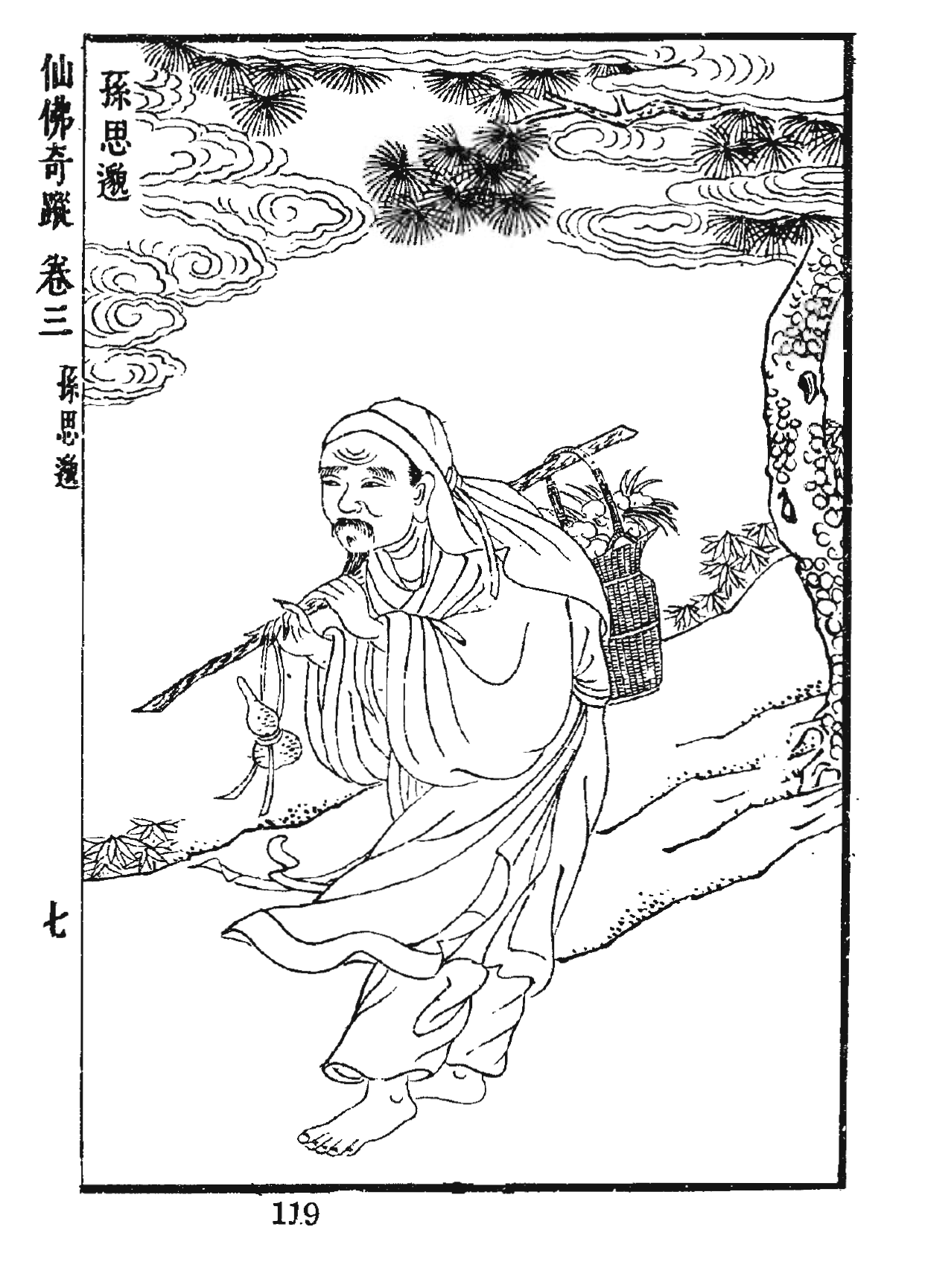
Sun Simiao

Les médecins chinois sont réputés pour s'être autant intéressés à la prévention des maladies qu'à leur guérison. Cette approche vient de la sagesse taoïste qui visait à garder le corps en bonne santé et à prolonger la vie ("nourrir le principe vital" yangsheng 养生).
Sun Simao, en bon médecin taoïste, donne ainsi dans le Qian jin yifang (publié en 682, l'année de sa mort) une série de recommandations pour vivre longtemps en bonne santé. Ses conseils touchent à la vie saine, la gymnastique (daoyin 导引), les massages (anmo 按摩), les techniques de respiration (tiaoqi fa 調氣法), la diététique (fushi fa 服食法) et diverses pratiques sexuelles (fangzhong shu 房中術) (chap 27). Il oppose cette approche douce de la santé et l'usage plus violent de drogues souvent toxiques.
 "La nature des drogues est dure et violente" dit-il, "juste comme les soldats impériaux. Ces soldats sont si sauvages et impétueux, comment peut-on oser les employer sans précaution" (chap 26, 464) 
Il s'opposait à la vogue de la recherche de l'immortalité par la prise de minéraux très toxiques et prônait plutôt une approche en douceur par des régimes diététiques (shiliao zhifa 食疗治法). Il annonce le tournant qui allait s'opérer à la fin des Tang chez les alchimistes, de la voie externe waidan 外丹 et ses élixirs souvent fabriqués avec des minéraux toxiques à la voie interne neidan 内丹, cherchant à régénérer le cosmos et la personne humaine.
Comme les taoïstes, il considérait que les relations sexuelles contribuaient à un bon équilibre général mais pour éviter les déperditions de vitalité, l'homme devait ne pas éjaculer.
Le principe de l'Art de la Chambre à coucher est très simple mais peu de personnes peuvent le pratiquer. La méthode est de faire l'amour une nuit avec 10 femmes différentes sans éjaculer une seule fois. (Sun Simiao traduit par van Gulik 1961)

### Éthique médicale
Sun Simiao est aussi réputé pour son éthique médicale exigeante : le médecin doit prendre soin de tous les patients, sans distinction de richesse, de position sociale, d'âge ou d'apparence physique. C'était un point de vue assez étranger à la morale confucéenne très hiérarchique. Une traduction libre en français de ce serment permet de percevoir la finesse de son approche, et son rapport au droit animalier.
On considère généralement qu'en Chine, cet engagement moral a joué un rôle aussi important que le serment d'Hippocrate en Europe. 